# 黄安镇 (洋县)
黄安镇，是中华人民共和国陕西省汉中市洋县下辖的一个乡镇级行政单位。由原黄安镇、龙咀乡、石关乡合并而成。面积102平方公里，人口2.3万。镇政府驻地朴树村。

## 行政区划
黄安镇下辖以下地区：
朴树村、东村、黄安村、何家村、闫堡村、张堡村、刘家沟村、三道岭村、郭家沟村、蒙家渡村、王家台村、程家沟村、石坎寨村、法师坟村、庙垭村、毛垭村、全家沟村、石家湾村、东沟村、康沟村、石关村、刘家坝村、鹅项村、界牌村和麻柳村。